# 巴拿马护照
巴拿馬護照，為巴拿馬護照管理局向該國公民發出的旅行證件。
此護照在全球有效，並可按相應簽證要求在各國出入境。

## 歷史
自巴拿馬1909年獨立以來，該國政府已有發行護照。
在2013年4月尾前，巴拿馬護照由該國司法部轄下的「國家護照署」簽發。隨著《巴拿馬護照管理局組織法》於同月23日生效，此護照的簽發權自該日起，移交至新設立的巴拿馬護照管理局，並維持至今。
踏入21世紀，巴拿馬護照歷經2個版本。現行的2014年版本護照為生物特徵護照，自該年6月1日起發行至今。

### 護照版本

#### 2004年版
2004年起發行的護照封面為淺藍色，內頁水紙則採用粉藍色及米色，附有防偽纖維。
此版本護照為可機讀護照，除資料頁上的機讀碼外，最後一頁亦附有印上護照號碼（為7位數字）的電腦條碼。
隨著現行版本的護照於2014年6月發行，2004年版護照已經停止簽發。

#### 2014年版
現行版本的巴拿馬護照為生物特徵護照，於2012年起開發，原訂於2013年推出。然而，由於巴拿馬護照管理局成立，需時就新版護照預備工作進行交接，現行版本護照最後延遲一年才開始簽發。
此版本護照除了加入晶片，亦將封面顏色改為深藍色，並首次同時以西班牙文、英文及法文同時標示「護照」字樣。

## 現行護照樣式和印製工藝
現行巴拿馬護照紙張尺寸為B7（ISO 7810 ID-3, 88 mm × 125 mm)，設有32頁及64頁兩種。護照封面顏色為深藍色，並印有燙銀或燙金的國名、國徽及「護照」字樣（以西班牙文、英文及法文標註）。

### 請求頁

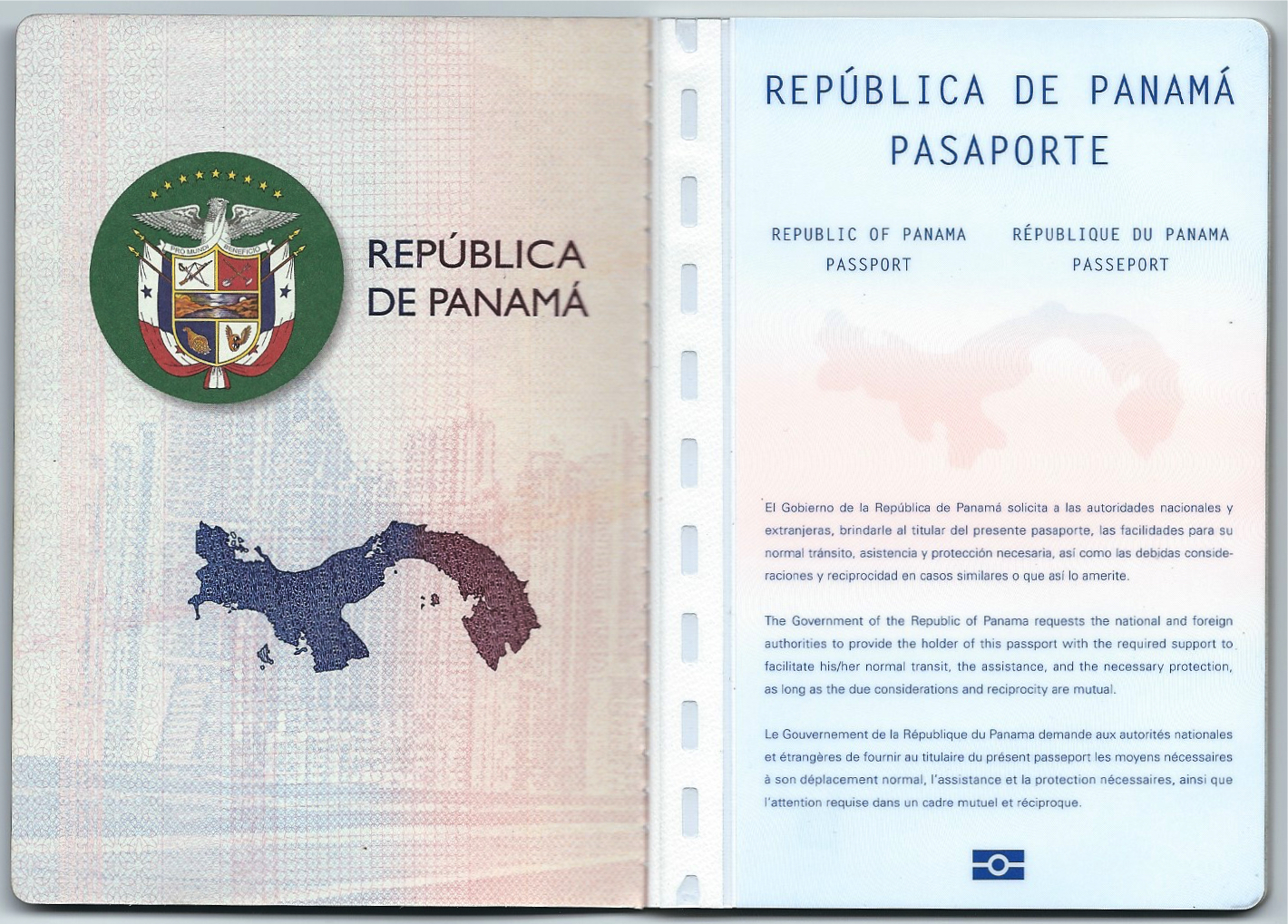
巴拿馬護照首頁及請求頁

請求頁設於整本護照的封面後第二頁，內容大致如下：
西班牙語：
|  |

英語：
|  |

法語：
|  |

中文語意如下：
| 巴拿馬共和國政府請求各國及駐外機關對持照人予以通行的便利、協助，以及必要的保護，並於互諒互惠的情況下持續。 |

### 個人資料頁

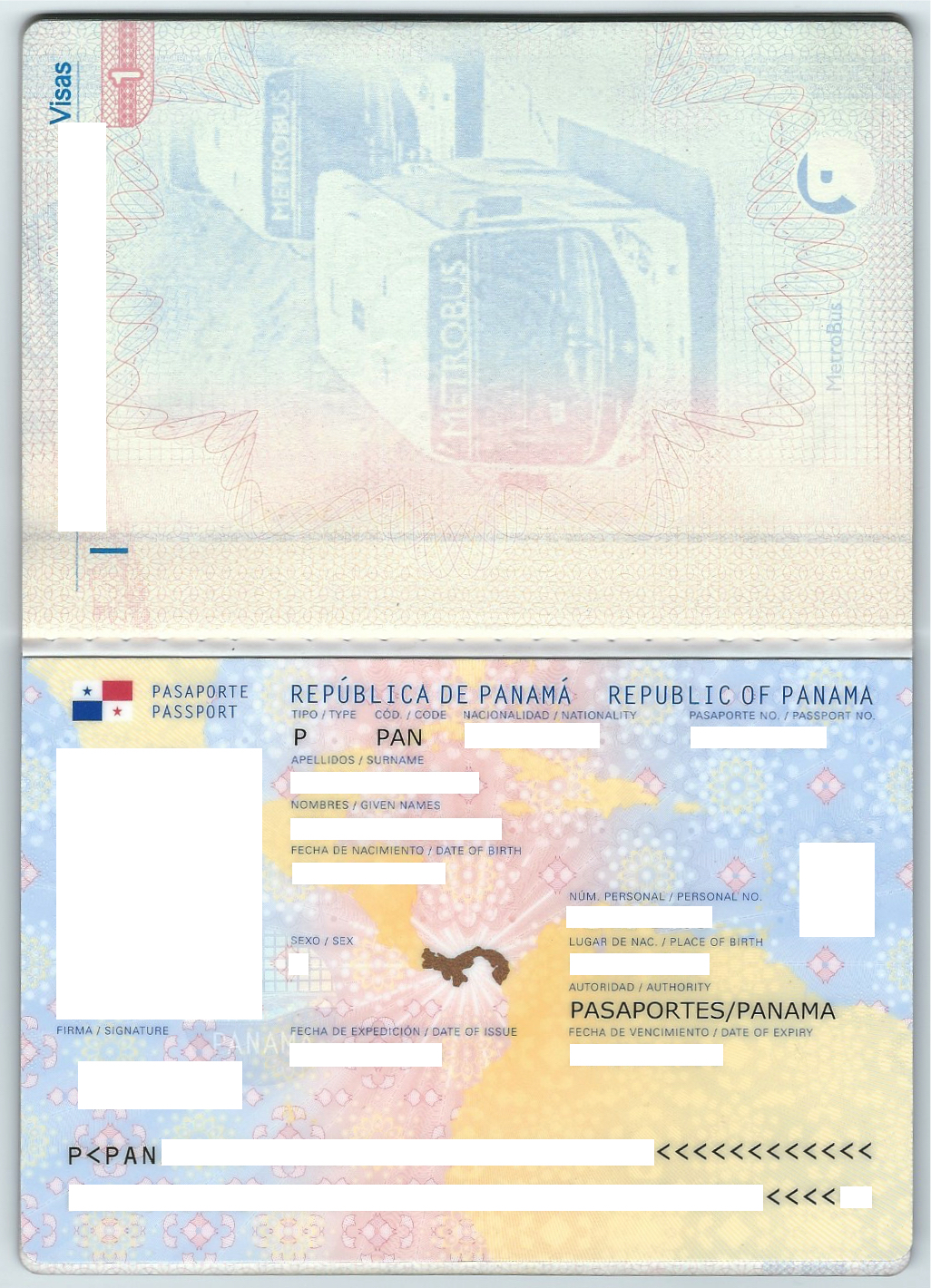
巴拿馬護照個人資料頁（個人資料已被遮蓋）

持證人的資料及相片，使用激光刻蝕技術刻寫在個人資料頁上；而在資料頁中央，則印有巴拿馬地圖。個人資料頁採用可機讀形式，護照機讀區設在個人資料頁下方。個人資料頁各欄目均以西、英兩種語文標註，並按以下填寫方式列出：
- 「TIPO/TYPE」（證件類別）：「P」（預印字樣，代表護照）、「COD/CODE」（簽發國代號）：「PAN」（預印字樣，代表巴拿馬）、「PASPORTE NO./PASSPORT NO.」（護照編號）：兩位字母+七位數字
- 「APELLIDOS/SURNAME」（姓）、「NOMBRES/GIVEN NAMES」（名）
- 「FECHA DE NACIMIENTO/DATE OF BIRTH」（出生日期），按：日、月、年（日期為2位數，月份以3位西班牙語縮寫標示，而年份為4位數）
- 「SEXO/SEX」（性別）：使用縮寫，男為「M」，女為「F」
- 「NUM. PERSONAL/PERSONAL NO.」（個人身份證編號）：1位數字+3位數字+3位數字
- 「LUGAR DE NAC./PLACE OF BIRTH」（出生地）
- 「AUTORIDAD/AUTHORITY」（簽發機構）：「PASAPORTE/PANAMA」（即巴拿馬護照管理局）
- 「FECHA DE EXPEDICION/DATE OF ISSUE」（簽發日期）及「FECHA DE VENCIMIENTO/DATE OF EXPIRY」（有效期至）兩項，與出生日期格式相同
- 持照人簽署（自申請表上擷取）

此外，資料頁中央刻印有一頂闊邊帽的紫外螢光圖案。

### 簽證頁
現行巴拿馬護照的簽證頁，其背景圖案以2009-2014年間，巴拿馬政府的政績及工務工程為主題（包括巴拿馬地鐵建築地盤、擴建後的托庫門國際機場等）。所有頁面均不設紫外螢光圖樣。

## 護照類別
現行的巴拿馬護照分為三類，詳列如下：
- 普通護照：向巴拿馬公民發出（封面採用燙銀字樣）；
- 外交護照：向巴拿馬政府高級官員及使節發出（封面採用燙金字樣）；
- 緊急旅行證件：供遺失護照的巴拿馬公民回國之用，由巴拿馬駐外機構發出，僅限單次使用。

## 申請過程及收費
申領巴拿馬護照的過程，均於護照管理局或巴拿馬駐外機構櫃檯進行。
申請人在前赴護照管理局辦事處辦理護照時，須提交辦證費用、身份證副本、出世紙核證副本及舊護照（續領時適用）。如有需要，須補交更多證明文件。若為首次申領護照，尚需繳納B/.3的印花稅。
辦證費用可以現金、信用卡（巴拿馬國內申請）或電匯（在駐外機構辦理）支付，詳列如下：
- 成人：B/.100（32頁，下同）或B/.180（64頁，下同）
- 兒童：B/.50或B/.90

值得一提的是，若經由巴拿馬駐外機構辦理護照，或需繳納附加費，視乎各機構而定。

## 簽證待遇
根据2025年1月8日发布的亨利护照指数，巴拿马护照可免签证、落地签证或电子签证入境148个国家和地区，位居世界第30，与格林纳达、巴拉圭、圣卢西亚、乌克兰护照并列。

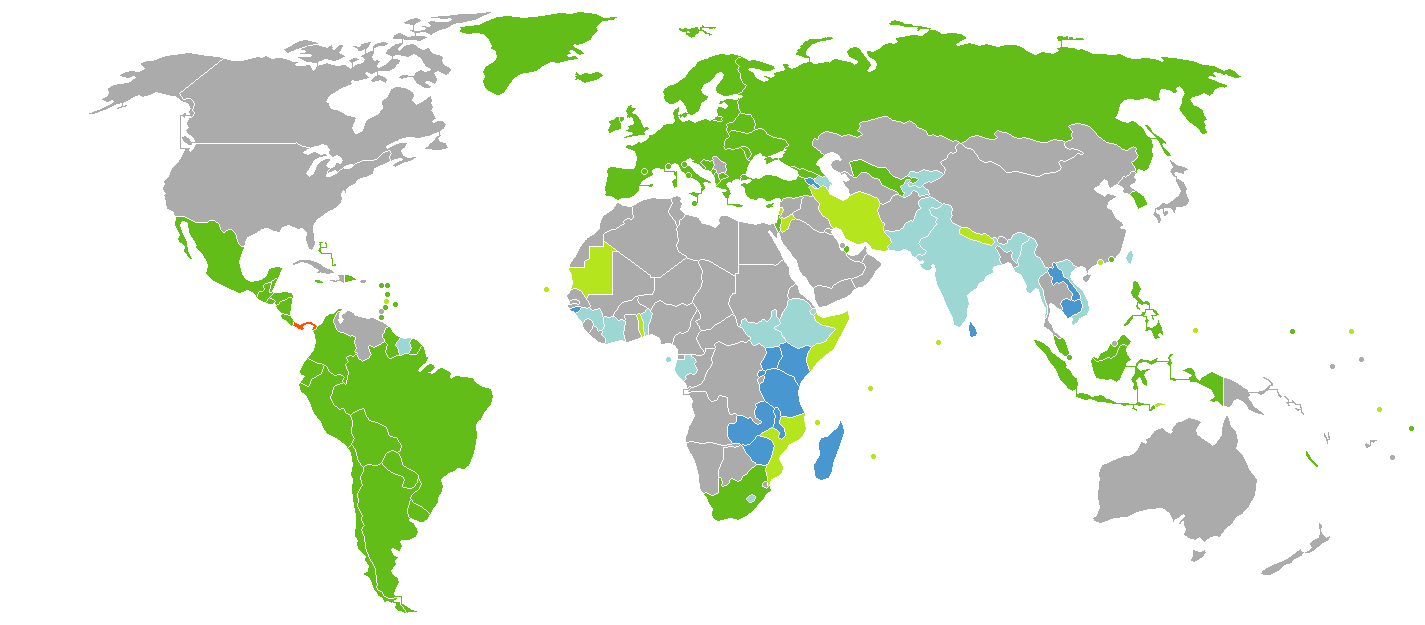
巴拿馬公民簽證要求
巴拿馬
免簽證
落地簽證
落地或電子簽證
電子簽證
需要簽證